# Sztorm

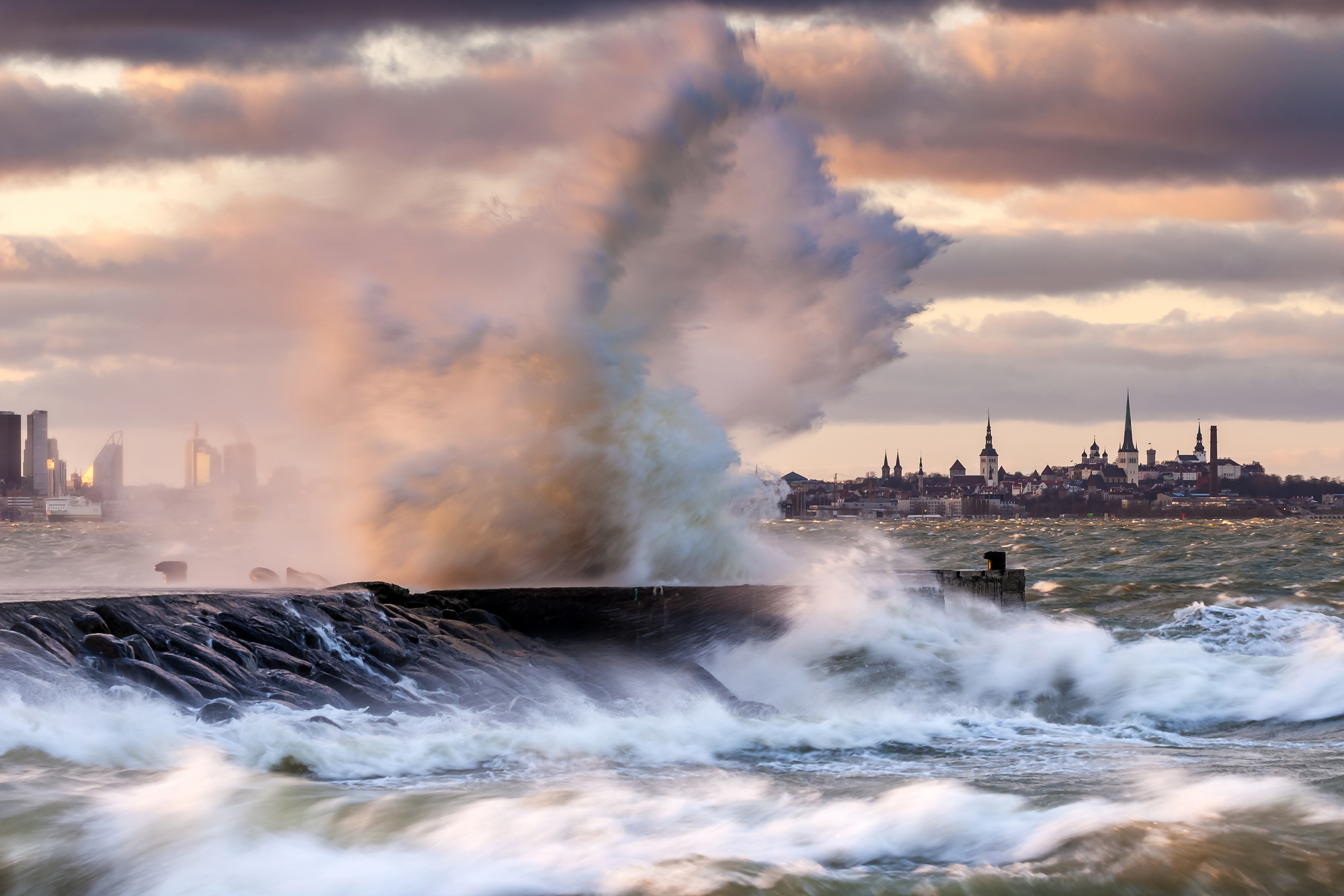
Sztorm w Zatoce Tallińskiej (2015)

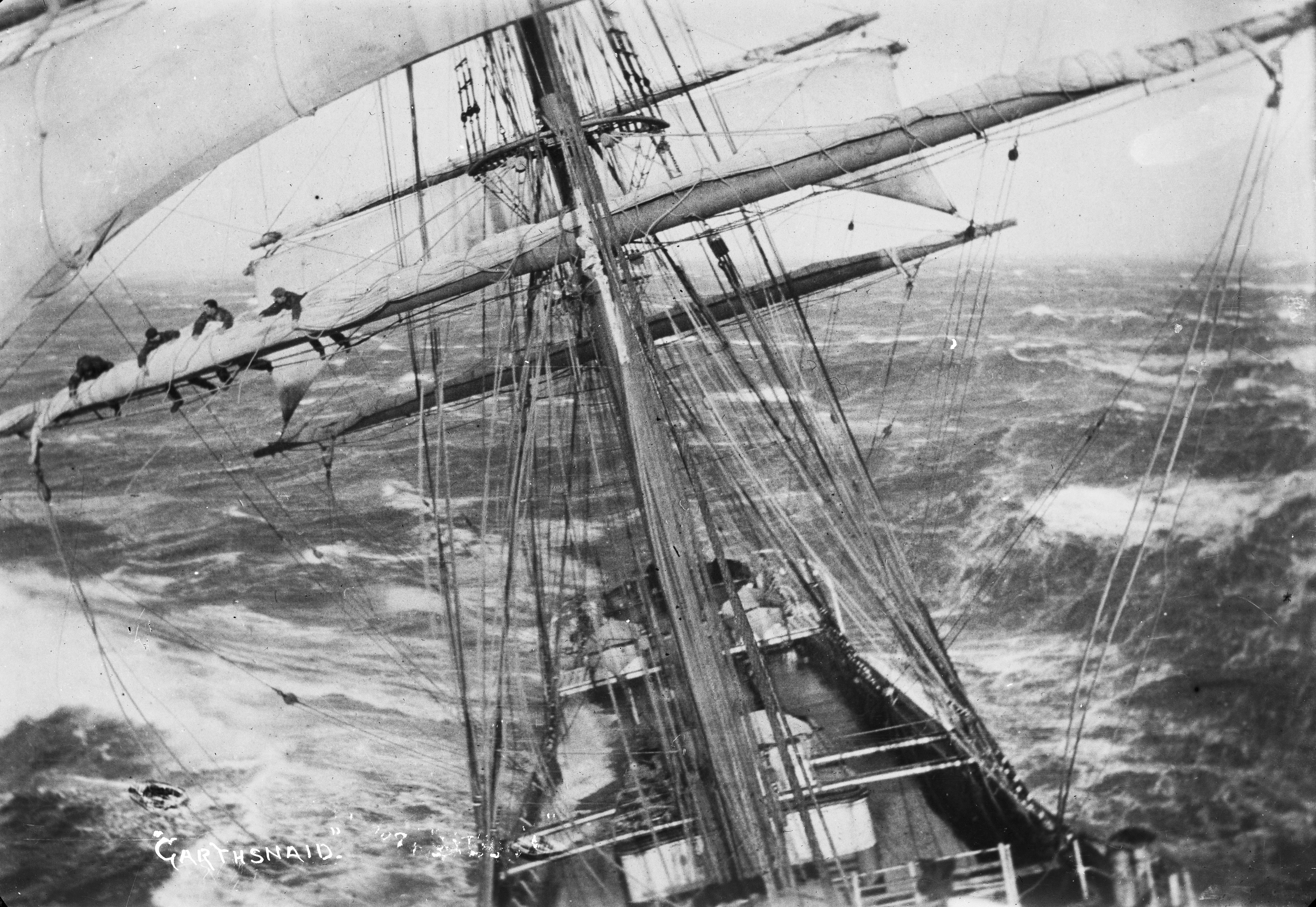
Żaglowiec Garthsnaid w trakcie sztormu (1920)

Sztorm (z ang. Storm i z niem. Sturm) – zjawisko meteorologiczne, występujące nad obszarami mórz i oceanów w postaci silnego, porywistego, długotrwałego wiatru o sile nie mniejszej niż 8° w skali Beauforta. Pogodzie sztormowej zwykle towarzyszy odpowiednio silne falowanie powierzchni wody (stan morza). Często występują również rzęsiste deszcze, znacznie ograniczające widzialność. W razie prognozowanego sztormu, jednostki o mniejszej dzielności morskiej zwykle nie opuszczają portu, a te będące w morzu starają się znaleźć schronienie w porcie lub na osłoniętym kotwicowisku. Jednak przebywanie w czasie silnego sztormu (czy huraganu) w porcie bez dostatecznej osłony czy na nie dostatecznie osłoniętym kotwicowisku może być bardziej niebezpieczne, niż sztormowanie na wodach otwartych.
Dla zapobiegania niszczenia wybrzeża morskiego przez sztormowe fale (abrazja) bywają budowane odpowiednie umocnienia.

## Sztormy w Polsce
Odnotowany w gdańskiej prasie silny sztorm 27 września 1785 spowodował zatonięcie brytyjskiego statku „General Carleton” w okolicy Dębek.
W Polsce sztormy o ogromnej sile wystąpiły zimą 1913/1914, 1917/1918 i 1921/1922. Niemieckie służby ochrony wybrzeża zanotowały, że w latach 1872–1925 na trzykilometrowym odcinku wybrzeża koło Darłowa ląd cofnął się o 70–100 metrów. W roku 1884 fale zmyły w Darłówku kilka domów. W pamięci mieszkańców wybrzeża pozostały wielkie sztormy z roku 1955, 1962, a także ze stycznia 1983 oraz ze stycznia i lutego 1993. Żywioł morza pożarł plażę, kawałki wydm i niektóre urządzenia techniczne zimą 2007. Urząd Morski w Słupsku, gospodarz wybrzeża od Dźwirzyna pod Kołobrzegiem po Łebę, wyliczył straty sztormowe z 2007 na ponad 18 milionów złotych. Runęły 652 drzewa, wielkie szkody powstały w Kołobrzegu w rejonie Szańca Wschodniego oraz w Dźwirzynie.